# Vilardida (Montferri)
Vilardida – miejscowość w Hiszpanii, w Katalonii, w prowincji Tarragona, w comarce Alt Camp, w gminie Montferri.
Według danych INE z 2005 roku miejscowość zamieszkiwały 3 osoby.